# Octante (geometría)

Tres planos axiales (x=0, y=0, z=0) dividen el espacio en ocho octantes de igual ámbito, cada uno con unos signos de coordenadas que van de (-,-,-) a (+,+,+).

Un octante en geometría del espacio es cada una de las ocho divisiones coordenadas cartesianas tridimensionales dividen al espacio euclidiano definidos por los signos de las coordenadas. Es similar al cuadrante bidimensional y al semi eje mono-dimensional.
La generalización de un octante se denomina ortante.

## Denominación y numeración

Para z > 0, los octantes tienen la misma numeración que los cuadrantes correspondientes en el plano.

Una convención para denominar los octantes es por el orden de signos respecto a los tres ejes, p. ej. ( + - - ) o ( - + - ). El octante ( + + + ) se define a veces como el primer octante, a pesar de que los descriptores de los números ordinales similares no se definen así para los otros siete octantes.  Las ventajas de utilizar en su lugar la notación ( + - - )  es porque no es ambigua, y es extensible a dimensiones de orden más alto.  